# Chris Farlowe
John Henry Deighton (Londen, 13 oktober 1940), beter bekend als Chris Farlowe is een Britse pop- en R&B zanger.
Farlowes muzikale carrière begon in een skiffle-bandje, The John Henry Sciffle Group, in 1957. Later werd hij vooral bekend door covers van Rolling Stones-nummers. Hij werd bekend door zijn nummer één-hit in 1966, Out of Time, ook oorspronkelijk van de Rolling Stones. Farlowe brengt nog steeds albums uit, zijn laatste was At Rockpalast (2006). Sinds 2015 is hij regelmatig te gast bij Van Morrison.

## NPO Radio 2 Top 2000
| Nummer met noteringen in de NPO Radio 2 Top 2000 | '99  | '00  | '01 | '02  | '03  | '04  |
| ------------------------------------------------ | ---- | ---- | --- | ---- | ---- | ---- |
| Out of Time                                      | 1717 | 1733 | -   | 1991 | 1897 | 1883 |

1. ↑  Een '-' betekent dat het nummer niet was genoteerd en een vetgedrukt getal geeft de hoogste notering aan.
2. ↑  Deze tabel is bijgewerkt tot en met de laatste editie (2024).

- Bibsys: 6040764
- Bibliothèque nationale de France: cb138937950 (data)
- Gemeinsame Normdatei: 134370511
- International Standard Name Identifier: 0000 0000 7839 766X
- Library of Congress Control Number: n93015313
- MusicBrainz: 6bb0bcaa-f96f-4c1a-b51d-c766db2af8ae
- Nationale Bibliotheek van Tsjechië: xx0053726
- Nationale bibliotheek van Australië: 35820293
- Nationale en Universitaire bibliotheek Zagreb: 000090625
- Nederlandse Thesaurus van Auteursnamen: 097696560
- Trove: 1102428
- Virtual International Authority File: 85646685
- WorldCat: E39PBJgt7T4qVrJQFQ8QPFMQMP